# Лопес де Айала, Пилар
Пила́р Ло́пес де Айа́ла (исп. Pilar López de Ayala y Arroyo; 18 сентября 1978, Мадрид) — испанская киноактриса.
Лауреат премии «Гойя» 2002 года («лучшая актриса») и «Серебряной раковины лучшей актрисе» МКФ в Сан-Себастьяне за роль королевы Хуаны Кастильской в фильме Висенте Аранды «Безумие любви». Является лауреатом ряда кинематографических наград Испании. Предки актрисы по отцовской линии принадлежат испанским дворянам из Эстремадуры. Она прямой потомок Христофора Колумба и Диего Колона.

## Фильмография
- 1995 — Невидимый город / El niño invisible — Сестра
- 1999 — Когда ты будешь рядом / Cuando vuelvas a mi lado — девушка Лидия 2
- 2000 — Прожигая жизнь / La gran vida
- 2001 — Безумие любви / Juana la Loca — Хуана Безумная
- 2004 — Мост короля Людовика Святого / The Bridge of San Luis Rey — Камила Вильегас (Перикола)
- 2006 — Добро пожаловать домой / Bienvenido a casa — Ева
- 2006 — Капитан Алатристе / Alatriste — жена Малатесты
- 2007 — В городе Сильвии / En la ciudad de Sylvia — Элла
- 2007 — 13 роз / Las 13 rosas — Бланка
- 2008 — Сёстры по крови / Sólo quiero caminar — Палома Молина
- 2008 — Как все / Comme les autres — Фина
- 2010 — Странный случай Анжелики / O Estranho Caso de Angélica — Анжелика
- 2010 — Лопе де Вега: Распутник и соблазнитель / Lope — Елена Осорио
- 2011 — Глухие стены / Medianeras — Марианна
- 2011 — Пожиратели / Intruders — Луиза